# Автореферат дисертації

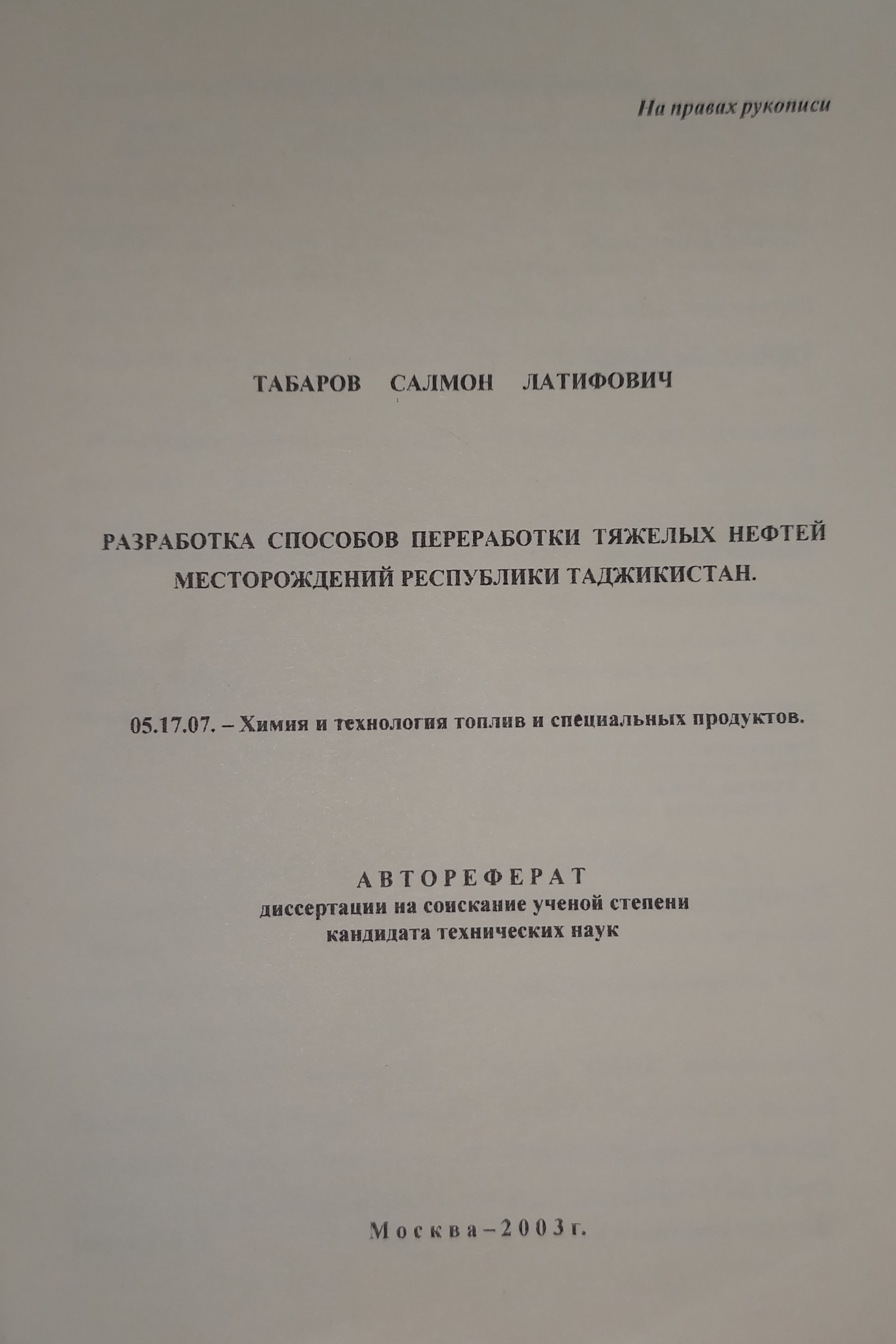
Автореферат дисертації

Автореферат дисертації — стислий виклад кандидатської та докторської дисертації, який виконується після її фактичного завершення. Виконується, як правило, накладом 100—150 примірників і розсилається відповідно до спеціальних списків розсилки у спеціалізовані наукові організації задля апробації та отримання відгуків на автореферат.

## Призначення, важливість та оформлення автореферату
Підготовка автореферату дисертації є завершальним творчим етапом роботи перед захистом. Без автореферату дисертація не може бути допущена до захисту. Приступати до написання автореферату можна лише тоді, коли роботу над дисертацією завершено й зроблено всі виправлення тексту. В іншому разі текст автореферату доведеться змінювати або навіть переписувати. 
Автореферати дисертацій призначені для ознайомлення наукового співтовариства з такими питаннями:
- актуальність, мета й завдання дослідження;
- новизна й реалістичність запропонованих методів і рішень;
- практична й наукова значимість положень, які виносяться на захист;
- апробація роботи й особистий внесок здобувача;
- обсяг і структура дисертації;
- реферативний виклад змісту роботи;
- список публікацій за темою роботи.[1]

В авторефераті не можна подавати інформацію, якої немає в дисертації (це вважається грубим порушенням). Неприпустимі орфографічні помилки, неточності, жаргонні і цехові вирази, нестиковки між фразами. Важливість автореферату дисертації зумовлюється тим, що за ним часто судять про рівень самої дисертації, оскільки дисертація буде доступна лише дуже обмеженому колу осіб, а от ознайомитися з авторефератом зможуть всі охочі. Крім того, автореферат майже напевно прочитають рецензенти й опоненти (що не завжди можна сказати про дисертації, адже це 150—200 сторінок тексту). На автореферат звернуть пильну увагу на захисті. Усе це вимагає максимально серйозного підходу до його оформлення. Автореферат повинен мати строго визначену структуру й послідовність, яку не варто порушувати. Також за встановленим зразком оформляється обкладинка дисертації та її зворотна сторона. Написання автореферату полягає в компресії і аналітико-синтетичній переробці інформації, що міститься в дисертації.

## Поради
Перед підготовкою автореферату, якщо немає достатнього в цьому досвіду, можна взяти кілька авторефератів за спеціальністю і подивитися на їхнє оформлення і структуру. Під час ознайомлення з чужими авторефератами дисертацій у жодному не можна запозичувати нічого з них (за винятком структури). Обсяг автореферату кандидатської дисертації має бути в межах 15-19 сторінок (0,7-0,9 авторського аркуша).